# Ботафумейро
Ботафумейро (гал. Botafumeiro; «той, що випускає дим») — найбільше у світі кадило, яке вже протягом 700 років використовується в соборі Сантьяго-де-Компостела (Ґалісія, Іспанія). Воно прикріплене канатом до стелі, має 160 см у висоту та важить не менше 80 кг. Для його наповнення потрібно 40 кг вугілля та ладану.
Кадило приводиться в дію шляхом розгойдування вісьмома служителями (ісп. tiraboleiros) в багряних шатах. Швидкість руху кадила досягає 60 км на годину; від нього валять клуби запашного диму. Мабуть, початкове призначення цього незвичайного пристосування полягало в тому, щоб заглушати сморід від тіл тисяч немитих паломників.
Середньовічне ботафумейро, виготовлене на кошти Людовика XI, було срібним та вражало паломників надлишковим декором. У 1809 його викрали та переплавили солдати Наполеона. Нинішнє кадило виготовлено місцевими умільцями в 1851 зі сплаву латуні та бронзи; воно вкрите шаром срібла.

## Галерея

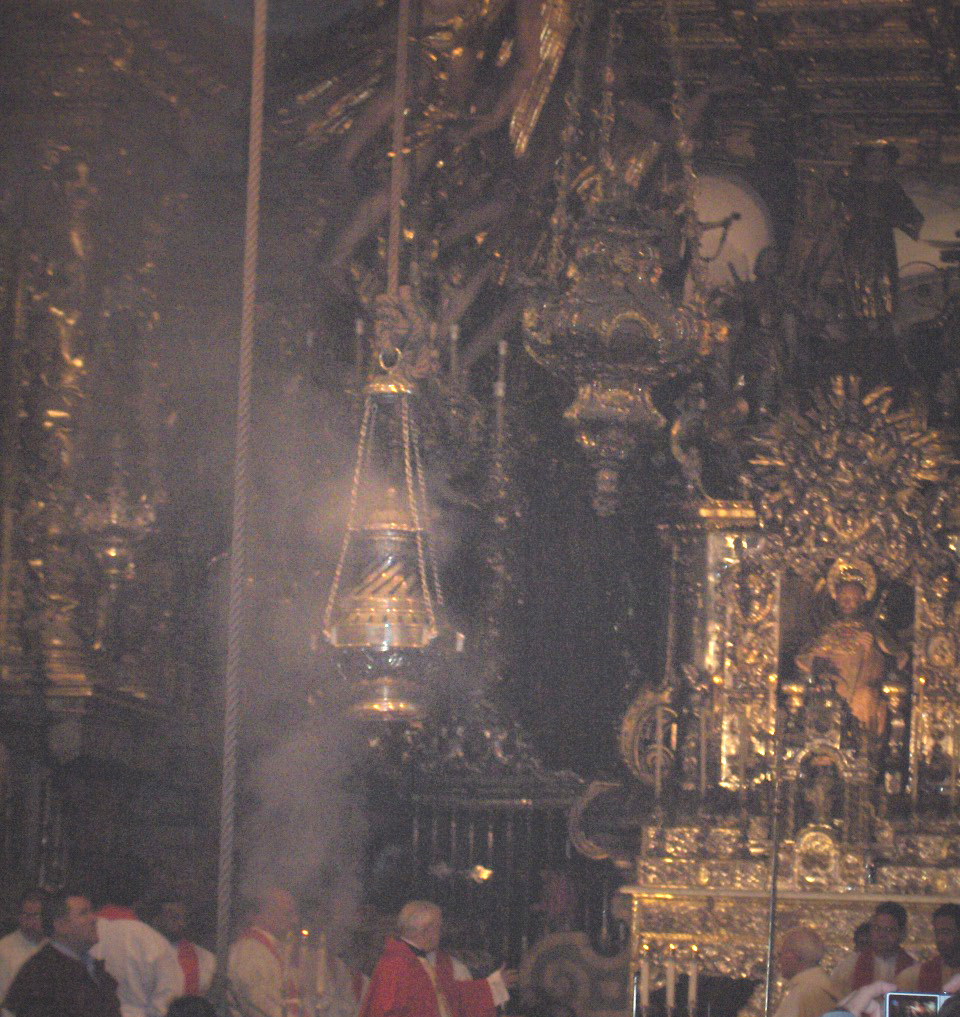
Кадило Сантьязького собору
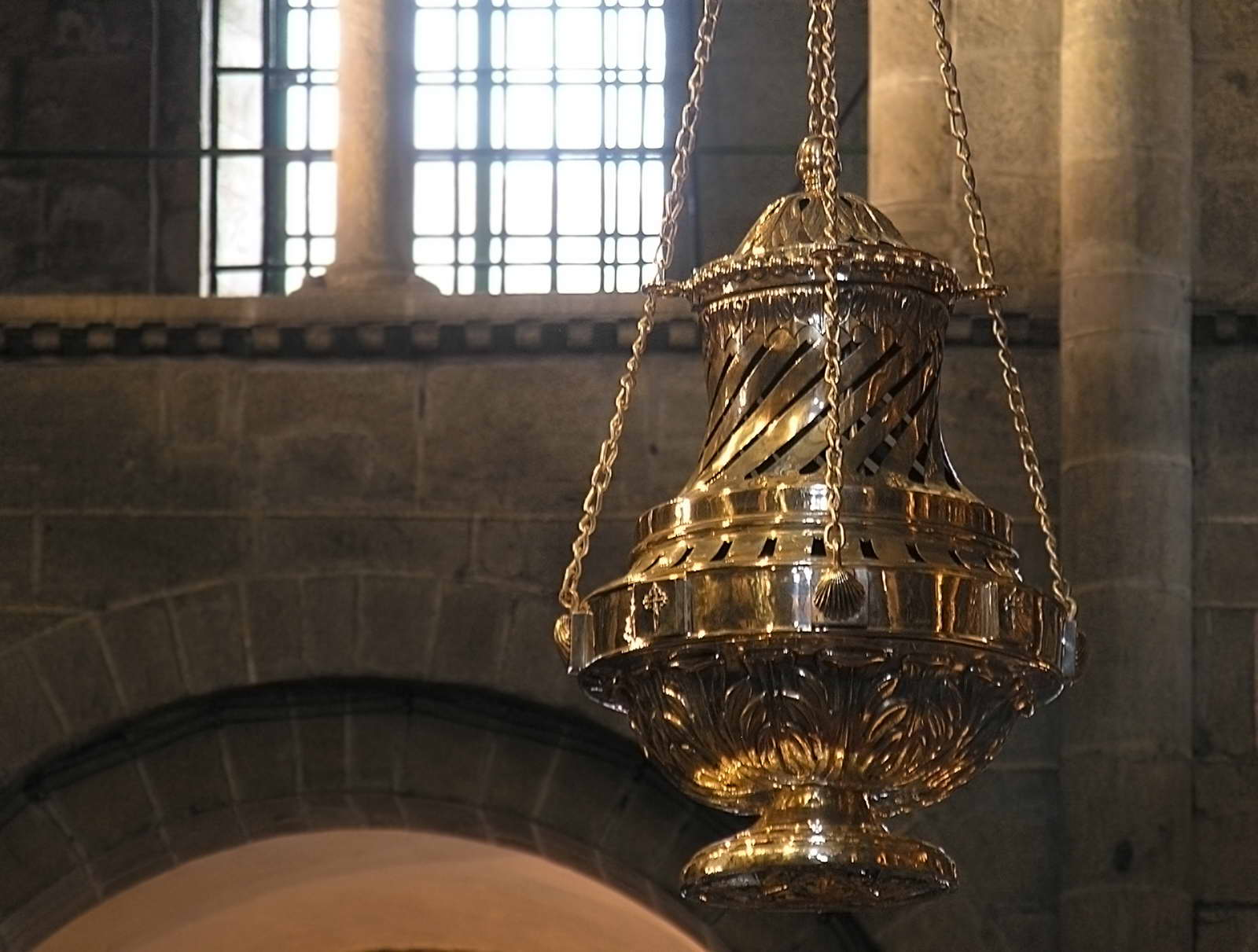
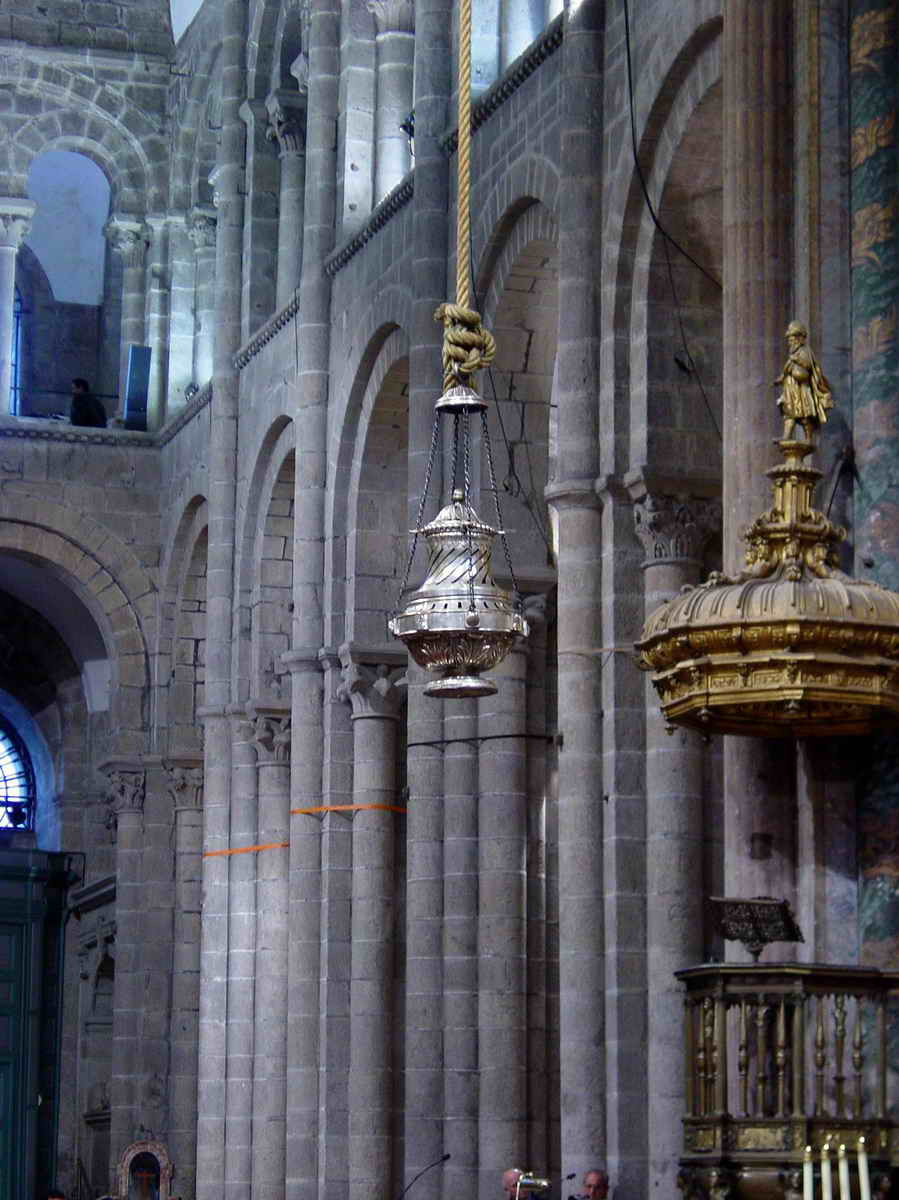